# Association Sportive de Saint-Étienne Loire 2015-2016 (femminile)
Questa voce raccoglie le informazioni riguardanti la squadra femminile dell'Association Sportive de Saint-Étienne Loire nelle competizioni ufficiali della stagione 2015-2016.

## Stagione
Dopo la riconferma sulla panchina di Hervé Didier, allenatore della squadra femminile dell'ASSE dal luglio 2009, la dirigenza del club su muove sul mercato estivo operando integrazioni in tutti i reparti, anche per sostituire le dieci ragazze in partenza, oltre alla ritirata Caroline Velay, al termine della stagione precedente, chiusa dalla squadra all'ottavo posto in campionato.
Tra gli acquisti rivelatisi maggiormente proficui c'è la centrocampista offensiva Julie Peruzzetto, proveniente dall'ASPTT Albi, che diventerà la maggiore realizzatrice dell'ASSE, con 12 reti, su 22 presenze, nel campionato di D1 2014-2015, alle quali si sommano le 2 presenze, con un gol, in Coppa di Francia.
Anche grazie alla sua capacità realizzativa la squadra conclude la stagione al 6º posto in Division 1 Féminine, mentre il percorso in Coppa, dopo aver superato di misura il modesto, sulla carta, Paris ES 16e su campo reso pesante dalla pioggia, si ferma ai sedicesimi di finale in casa del Vendenheim, blasonata formazione di Division 2 che passa il turno con una rete a 7 minuti dal fischio finale.

## Divise e sponsor
La grafica delle divise è la stessa adottata dalla sezione maschile del club. Lo sponsor tecnico, forniture delle tenute da gioco, è Le Coq sportif, mentre lo sponsor ufficiale è Eovi Mcd mutuelle.
| Casa | Trasferta | 3ª divisa |

## Organigramma societario
Area tecnica
- Allenatore: Hervé Didier
- Vice allenatori: Patrick Brossat, Gérard Viricel
- Preparatore dei portieri: Florian Guyot
- Preparatore atletico: Pierre-Hugues Igonin

## Rosa
| N. |                    | Ruolo | Calciatrice            |
| -- | ------------------ | ----- | ---------------------- |
| 1  | Francia (bandiera) | P     | Mylène Chavas          |
| 3  | Francia (bandiera) | D     | Meryl Cirri            |
| 4  | Svezia (bandiera)  | D     | Maria Karlsson         |
| 6  | Francia (bandiera) | C     | Gwladys Debbache       |
| 7  | Francia (bandiera) | A     | Léonie Fleury          |
| 8  | Francia (bandiera) | C     | Candice Gherbi         |
| 9  | Francia (bandiera) | A     | Sarah Palacin          |
| 10 | Francia (bandiera) | C     | Julie Morel            |
| 11 | Francia (bandiera) | A     | Audrey Chaumette       |
| 14 | Francia (bandiera) | C     | Sanaa Titraoui         |
| 15 | Francia (bandiera) | A     | Marianne Brun          |
| 16 | Francia (bandiera) | P     | Pauline Peyraud-Magnin |
| 17 | Francia (bandiera) | C     | Rose Lavaud            |

| N. |                        | Ruolo | Calciatrice         |
| -- | ---------------------- | ----- | ------------------- |
| 18 | Francia (bandiera)     | A     | Namnata Traoré      |
| 19 | Francia (bandiera)     | C     | Eloïse Vallet       |
| 20 | Francia (bandiera)     | D     | Morgane Courteille  |
| 21 | Francia (bandiera)     | C     | Maéva Clémaron      |
| 22 | Francia (bandiera)     | C     | Julie Peruzzetto    |
| 23 | Francia (bandiera)     | D     | Teninsoun Sissoko   |
| 25 | Francia (bandiera)     | D     | Sabrina Viguier     |
| 26 | Francia (bandiera)     | D     | Charlotte Gauvin    |
| 27 | Francia (bandiera)     | C     | Marion Blanc Gonnet |
| 28 | Francia (bandiera)     | D     | Ophélie Brevet      |
| 29 | Francia (bandiera)     | C     | Sebe Coulibaly      |
| 30 | Stati Uniti (bandiera) | P     | Arianna Criscione   |
| 40 | Francia (bandiera)     | P     | Laura Suchère       |

## Calciomercato

### Sessione estiva
| Acquisti | Acquisti               | Acquisti                | Acquisti    |
| R.       | Nome                   | da                      | Modalità    |
| -------- | ---------------------- | ----------------------- | ----------- |
| P        | Pauline Peyraud-Magnin | Issy-les-Moulineaux     | [ 1 ]       |
| D        | Ophélie Brevet         | AIC Yellow Jackets, USA | [ 1 ]       |
| D        | Maria Karlsson         | Brescia                 | [ 1 ] [ 2 ] |
| C        | Sebe Coulibaly         | Tremblay                | [ 1 ]       |
| C        | Julie Peruzzetto       | ASPTT Albi              | [ 1 ]       |
| C        | Sanaa Titraoui         | Olympique Lione B       | [ 1 ]       |
| C        | Eloïse Vallet          | Olympique Marsiglia     | [ 1 ]       |
| A        | Namnata Traoré         | Tremblay                | [ 1 ]       |

| Cessioni | Cessioni           | Cessioni            | Cessioni |
| R.       | Nome               | a                   | Modalità |
| -------- | ------------------ | ------------------- | -------- |
| P        | Marion Mancion     | Rouvroy             | [ 1 ]    |
| P        | Julie Perrodin     | Grenoble            | [ 1 ]    |
| D        | Julie Debever      | Guingamp            | [ 1 ]    |
| D        | Charlotte Lorgeré  | Guingamp            | [ 1 ]    |
| D        | Léonie Multari     | Olympique Marsiglia | [ 1 ]    |
| D        | Amandine Soulard   | Digione             | [ 1 ]    |
| D        | Caroline Velay     |                     | ritirata |
| C        | Alice Benoît       | Guingamp            | [ 1 ]    |
| C        | Barbara Bouchet    | Olympique Marsiglia | [ 1 ]    |
| A        | Caroline Audemar   | Grenoble            | [ 1 ]    |
| A        | Nora Coton-Pélagie | Olympique Marsiglia | [ 1 ]    |

## Risultati

### Division 1

#### Girone di andata
| Arbitro: | Labadot Cadinot |

|                     |           |                      |
| Peruzzetto 33’, 84’ | Marcatori | 2’ Traïkia 66’ Diani |

| Arbitro: | Buffart |

|              |           |  |
| Barbance 89’ | Marcatori |  |

| Arbitro: | Dallongeville |

|                |           |                     |
| Peruzzetto 67’ | Marcatori | 21’ Leroy 45’ Blais |

| Arbitro: | Vanstaevel |

|              |           |  |
| Sembrant 87’ | Marcatori |  |

| Arbitro: | Guillemin |

|                                                                    |           |  |
| Hegerberg 19’ Schelin 25’ Mbock Bathy Nka 54’ Bremer 56’ Nécib 58’ | Marcatori |  |

| Arbitro: | Buffart |

|            |           |                         |
| Oumeur 76’ | Marcatori | 73’ Lavaud 90’ Clémaron |

| Arbitro: | Dallongeville |

|             |           |                |
| Palacin 36’ | Marcatori | 58’ Oparanozie |

| Arbitro: | Dallongeville |

|                                     |           |  |
| Delannoy 7’ Asllani 79’ Érika 90+2’ | Marcatori |  |

| Arbitro: | Mougeot |

|                         |           |                                |
| Clémaron 55’ Lavaud 59’ | Marcatori | 49’ (rig.), 50’ ONgo Ndoumbouk |

| Arbitro: | Burban |

|                                |           |  |
| Palacin 1’ Peruzzetto 53’, 90’ | Marcatori |  |

| Arbitro: | Bourquin |

|  |           |                                   |
|  | Marcatori | 22’, 62’ Peruzzetto 79’ Chaumette |

#### Girone di ritorno
| Arbitro: | Dallongeville |

|                      |           |             |
| Thiney 22’ Diani 47’ | Marcatori | 27’ Palacin |

| Arbitro: | Guillemin |

|                                          |           |  |
| Chaumette 23’ Peruzzetto 59’ Palacin 88’ | Marcatori |  |

| Arbitro: | Labadot-Cadinot |

|             |           |                  |
| Boudaud 35’ | Marcatori | 58’, 76’ Palacin |

| Arbitro: | Dallongeville |

|                |           |              |
| Peruzzetto 12’ | Marcatori | 25’ Sembrant |

| Arbitro: | Mougeot |

|  |           |                                       |
|  | Marcatori | 27’ Le Sommer 29’ Abily 68’ Hegerberg |

| Arbitro: | Buffart |

|                           |           |                        |
| Morel 52’ Chaumette 90+2’ | Marcatori | 36’ Ramos 45’ Saulnier |

| Arbitro: | Lasalle |

|                                  |           |                |
| Oparanozie 3’ (rig.), 72’, 90+1’ | Marcatori | 11’ Peruzzetto |

| Arbitro: | Dallongeville |

|  |           |                                             |
|  | Marcatori | 13’ Dali 30’, 90’ Delie 61’ (rig.) Delannoy |

| Arbitro: | Coppola |

|               |           |                                   |
| Montgénie 17’ | Marcatori | 16’ Palacin 20’ (rig.) Peruzzetto |

| Arbitro: | Buffar |

|                          |           |                                         |
| Lemarchand 44’ Matéo 46’ | Marcatori | 82’ Fleury 90’ Palacin 90+8’ Peruzzetto |

| Arbitro: | Dallongeville |

|                         |           |            |
| Traoré 9’ Chaumette 85’ | Marcatori | 69’ Cazeau |

### Coppa di Francia
| Arbitro: | Loidon |

|  |           |                |
|  | Marcatori | 27’ Peruzzetto |

| Arbitro: | Buffart |

|           |           |  |
| Palma 83’ | Marcatori |  |

## Statistiche

### Statistiche di squadra
| Competizione     | Punti | In casa | In casa | In casa | In casa | In casa | In casa | In trasferta | In trasferta | In trasferta | In trasferta | In trasferta | In trasferta | Totale | Totale | Totale | Totale | Totale | Totale | DR |
| Competizione     | Punti | G       | V       | N       | P       | Gf      | Gs      | G            | V            | N            | P            | Gf           | Gs           | G      | V      | N      | P      | Gf     | Gs     | DR |
| ---------------- | ----- | ------- | ------- | ------- | ------- | ------- | ------- | ------------ | ------------ | ------------ | ------------ | ------------ | ------------ | ------ | ------ | ------ | ------ | ------ | ------ | -- |
| Division 1       | 51    | 11      | 3       | 5       | 3       | 17      | 18      | 11           | 5            | 0            | 6            | 14           | 20           | 22     | 8      | 5      | 9      | 31     | 38     | -7 |
| Coppa di Francia | -     | -       | -       | -       | -       | -       | -       | 2            | 1            | 0            | 1            | 1            | 1            | 2      | 1      | 0      | 1      | 1      | 1      | 0  |
| Totale           | -     | 11      | 3       | 5       | 3       | 17      | 18      | 13           | 6            | 0            | 7            | 15           | 21           | 24     | 9      | 5      | 10     | 32     | 39     | -7 |

### Andamento in campionato
| Giornata  | 1 | 2 | 3 | 4  | 5  | 6 | 7  | 8  | 9 | 10 | 11 | 12 | 13 | 14 | 15 | 16 | 17 | 18 | 19 | 20 | 21 | 22 |
| --------- | - | - | - | -- | -- | - | -- | -- | - | -- | -- | -- | -- | -- | -- | -- | -- | -- | -- | -- | -- | -- |
| Luogo     | C | T | C | T  | T  | T | C  | T  | C | C  | T  | T  | C  | T  | C  | C  | C  | T  | C  | T  | T  | C  |
| Risultato | N | P | P | P  | P  | V | N  | P  | N | V  | V  | P  | V  | V  | N  | P  | N  | P  | P  | V  | V  | V  |
| Posizione | 7 | 8 | 9 | 11 | 11 | 9 | 10 | 10 | 9 | 9  | 7  | 8  | 8  | 6  | 6  | 7  | 7  | 7  | 8  | 7  | 6  | 6  |

Legenda:

Luogo: C = Casa; T = Trasferta. Risultato: V = Vittoria; N = Pareggio; P = Sconfitta.

### Statistiche delle giocatrici
| Giocatore         | Division 1 | Division 1 | Division 1  | Division 1 | Coppa di Francia | Coppa di Francia | Coppa di Francia | Coppa di Francia | Totale   | Totale | Totale      | Totale     |
| Giocatore         | Presenze   | Reti       | Ammonizioni | Espulsioni | Presenze         | Reti             | Ammonizioni      | Espulsioni       | Presenze | Reti   | Ammonizioni | Espulsioni |
| ----------------- | ---------- | ---------- | ----------- | ---------- | ---------------- | ---------------- | ---------------- | ---------------- | -------- | ------ | ----------- | ---------- |
| M. Blanc Gonnet   | 11         | 0          | 0           | 0          | 1                | 0                | 0                | 0                | 12       | 0      | 0           | 0          |
| O. Brevet         | 5          | 0          | 1           | 0          | -                | -                | -                | -                | 5        | 0      | 1           | 0          |
| A. Chaumette      | 19         | 4          | 1           | 0          | 1                | 0                | 0                | 0                | 20       | 4      | 1           | 0          |
| M. Chavas         | 6          | -9         | 0           | 0          | 2                | -1               | 0                | 0                | 8        | -10    | 0           | 0          |
| M. Cirri          | 20         | 0          | 2           | 0          | 2                | 0                | 0                | 0                | 22       | 0      | 2           | 0          |
| M. Clémaron       | 21         | 2          | 4           | 0          | 2                | 0                | 0                | 0                | 23       | 2      | 4           | 0          |
| S. Coulibaly      | 2          | 0          | 0           | 0          | -                | -                | -                | -                | 2        | 0      | 0           | 0          |
| M. Courteille     | 2          | 0          | 1           | 0          | -                | -                | -                | -                | 2        | 0      | 1           | 0          |
| A. Criscione      | -          | -          | -           | -          | -                | -                | -                | -                | -        | -      | -           | -          |
| G. Debbache       | 0          | 0          | 0           | 0          | -                | -                | -                | -                | 0        | 0      | 0           | 0          |
| C. Digonnet       | 1          | 0          | 0           | 0          | -                | -                | -                | -                | 1        | 0      | 0           | 0          |
| L. Fleury         | 8          | 1          | 0           | 0          | 0                | 0                | 0                | 0                | 8        | 1      | 0           | 0          |
| C. Gauvin         | 21         | 0          | 3           | 0          | 2                | 0                | 0                | 0                | 23       | 0      | 3           | 0          |
| C. Gherbi         | 21         | 0          | 2           | 0          | 2                | 0                | 0                | 0                | 23       | 0      | 2           | 0          |
| B. Joly           | 0          | 0          | 0           | 0          | -                | -                | -                | -                | 0        | 0      | 0           | 0          |
| M. Karlsson       | 21         | 0          | 0           | 0          | 2                | 0                | 0                | 0                | 23       | 0      | 0           | 0          |
| R. Lavaud         | 17         | 2          | 0           | 0          | 2                | 0                | 0                | 0                | 19       | 2      | 0           | 0          |
| J. Morel          | 12         | 1          | 0           | 0          | 2                | 0                | 0                | 0                | 14       | 1      | 0           | 0          |
| S. Palacin        | 19         | 8          | 3           | 0          | 2                | 0                | 1                | 0                | 21       | 8      | 4           | 0          |
| J. Peruzzetto     | 22         | 12         | 1           | 0          | 2                | 1                | 0                | 0                | 24       | 13     | 1           | 0          |
| P. Peyraud-Magnin | 16         | -29        | 1           | 0          | 0                | 0                | 0                | 0                | 16       | -29    | 1           | 0          |
| T. Sissoko        | 8          | 0          | 0           | 0          | 1                | 0                | 0                | 0                | 9        | 0      | 0           | 0          |
| L. Suchère        | 0          | 0          | 0           | 0          | -                | -                | -                | -                | 0        | 0      | 0           | 0          |
| S. Titraoui       | 7          | 0          | 0           | 0          | -                | -                | -                | -                | 7        | 0      | 0           | 0          |
| N. Traoré         | 13         | 1          | 0           | 0          | -                | -                | -                | -                | 13       | 1      | 0           | 0          |
| E. Vallet         | 1          | 0          | 0           | 0          | -                | -                | -                | -                | 1        | 0      | 0           | 0          |
| S. Viguier        | 22         | 0          | 2           | 0          | 2                | 0                | 0                | 0                | 24       | 0      | 2           | 0          |